# サー・クリーク

サー・クリークの位置

サー・クリーク（英語：Sir Creek）は、インド西部のグジャラート州とパキスタンのシンド州を隔てる細長い湿地帯である。インドとパキスタンによる、長期間にわたる領有権に関しての論争が行われ、多くの平和会談を行った。

## 参考リンク
1. ↑  “印パ、国境湿地帯の境界画定協議を開始”. AFPBB News. (2006年5月26日) 2018年9月11日閲覧。
2. ↑  印パ、5月17-18日にサークリークに関し協議 [リンク切れ]
3. ↑  “India and Pakistan hold peace talks”. BBC News. (2012年7月4日) 2018年9月11日閲覧。